# Maunie
Maunie, auch Mahni, war ein Flächenmaß in Madras.
- 1 Maunie = 2 ¼ Ar